# Abborrtjärnet (Långseruds socken, Värmland)
Abborrtjärnet är en sjö i Säffle kommun i Värmland och ingår i Göta älvs huvudavrinningsområde. Sjöns area är 0,057 kvadratkilometer och den är belägen 197 meter över havet.